# Ljubezni bogov
Ljubezni bogov je monumentalen cikel fresk, ki ga je dokončal bolonjski umetnik Annibale Carracci in njegova delavnica v galeriji Farnese, ki je v zahodnem krilu palače Farnese, danes francoskega veleposlaništva v Rimu. Freske so bile v tistem času zelo občudovane, kasneje pa je veljalo, da odražajo pomembno spremembo v slikarskem slogu od manierizma iz 16. stoletja v pričakovanju razvoja baroka in klasicizma v Rimu v 17. stoletju.

## Izvedba
Kardinal Odoardo Farnese, pra-pravnuk papeža Pavla III., je naročil Annibalu Carracciju in njegovi delavnici, da okrasijo obokano galerijo na piano nobile družinske palače. Delo se je začelo leta 1597 in ni bilo v celoti dokončano do leta 1608, eno leto pred Annibalovo smrtjo.  Njegov brat Agostino se mu je pridružil od leta 1597 do 1600, drugi umetniki v delavnici pa so bili Giovanni Lanfranco, Francesco Albani, Domenichino in Sisto Badalocchio.

## Shema in interpretacije
Annibale Carracci je najprej okrasil majhno sobo, Camerino (1595-7), s prizori iz Herkulovega življenja. Herkulova tema je bila verjetno izbrana zato, ker je Farnezijski Heraklej takrat stal v palači Farnese. Zdi se, da je bil ta koncept umetnosti, ki posnema starodavno umetnost, prenesen v veliko galerijo. Med podiplomskim raziskovanjem galerije je Thomas Hoving, poznejši direktor Metropolitanskega muzeja umetnosti, opozoril na številna ujemanja med freskami in predmeti v znameniti zbirki rimskih kipov Farnesejev. Velik del zbirke je zdaj shranjen v muzeju Capodimonte in nacionalnem arheološkem muzeju v Neaplju, vendar je bila v 16. in 17. stoletju urejena po temah v palači Farnese. Hovingov predlog, da so bili številni detajli fresk zasnovani tako, da dopolnjujejo spodnje marmorje, je bil splošno sprejet.
Leta 1597 je Carracci začel krasiti galerijo s prizori, ki prikazujejo ljubezni bogov v okvirih (quadri riportati) in umetno bronastimi medaljoni, naslikanimi na iluzionističnem arhitekturnem ogrodju, imenovanem quadratura. Ignudi, putti, satiri, groteske in stoječe Atlasove figure (Atlanti) pomagajo podpirati naslikani okvir.
Gian Pietro Bellori, biograf umetnikov 17. stoletja in platonski apologet, je cikel poimenoval »Človeška ljubezen, ki jo upravlja nebeška ljubezen«. Ta ugotovitev je temeljila predvsem na Carraccijevi upodobitvi puttov, ki predstavljajo Kupida (ki ga Bellori enači s sveto ljubeznijo) in Anterosa (enači s sveto ljubeznijo), najdenih na štirih vogalih oboka. Na primer, Bellori piše:
 Slikar je želel z različnimi simboli prikazati vojno in mir med nebeško in navadno ljubeznijo, ki jo je oblikoval Platon. Na eni strani je naslikal Nebeško ljubezen, ki se bori z navadno ljubeznijo in jo vleče za lase: to je filozofija in najsvetejši zakon, ki dušo odstrani slabosti in jo dvigne visoko. V skladu s tem krona nesmrtnega lovorja blesti nad glavo sredi briljantne svetlobe in dokazuje, da zmaga nad iracionalnimi apetiti povzdigne ljudi v nebesa. 
Hoving je to videl drugače. V svojih spominih piše:
 Moje srečno odkritje je uničilo sprejeto interpretacijo Annibalovega cikla fresk kot »neoplatonskega vizualnega eseja o nadvladi nebeške ljubezni nad fizično strastjo«. Slike so bile pravzaprav tako zabavno praznovanje skupine nenavadnih olimpijcev, ki so se udarjali drug z drugim, kot tudi vrhunska miselna igra, ki je poklon Odoardovi zbirki lepih starin.

## Prizori na oboku
Poleg puttov, ki so prikazani na štirih vogalih, so Ljubezni bogov upodobljene na oboku v trinajstih pripovednih prizorih. Dopolnjuje jih dvanajst medaljonov, ki so poslikani kot bronasti reliefi. Ti medaljoni prikazujejo dodatne zgodbe o ljubezni, ugrabitvi in tragediji. Prizorišča so razporejena na naslednji način:
- Osrednja vrsta (od leve proti desni na spremljajoči sliki): Pan in Diana, Triumf Bakha in Ariadne ter Merkur in Paris.

Preostali prizori, ki se začnejo spodaj levo in nadaljujejo v nasprotni smeri urinega kazalca okoli oboka, so:
- Zahodna stran (od leve proti desni v spodnjem delu priložene slike): Jupiter in Junona, morski prizor (tradicionalno Zmagoslavje Galateje) ter Diana in Endimion.
- Medaljoni na zahodni strani (od leve proti desni): Apolon in Marsij, Borej in Oritija, Orfej in Evridika ter Ugrabitev Evrope.
- Južna stran (desno od spremne slike): Apolon in Hijacint nad Polifemom in Galatejo.
- Medaljoni na južni strani: možen prizor ugrabitve ter Jazon in zlato runo.
- Vzhodna stran (od desne proti levi v zgornjem delu priložene slike): Herkul in Iola, Aurora in Kefal ter Venera in Anhiz.
- Medaljoni na vzhodni strani (od desne proti levi): Heroj in Leander, Pan in Sirinks, Salmacis in Hermafrodit ter Kupid in Pan.
- Severna stran (levo od priložene slike): Ganimedovo ugrabitev nad Polifemom in Acisom.
- Medaljona na severni strani: Parisova sodba ter Pan in Apolon.

### Zmagoslavje Bakha in Ariadne
Zmagoslavje Bakha in Ariadne, vidno prikazano na osrednji plošči, prikazuje razuzdano in klasično zadržano procesijo, ki Bakha in Ariadno odpelje do postelje njunih ljubimcev. Tukaj je osnovni mit, da je Bakh, bog vina, pridobil ljubezen do zapuščene princese Ariadne. Procesija spominja na zmagoslavje republikanske in cesarske rimske dobe, v kateri so parade zmagovitih voditeljev imele z lovorjem okronanega »imperatorja« na belem vozu z dvema belima konjema. V Carraccijevi procesiji zaljubljenca sedita na vozovih, ki jih vlečejo tigri  in koze, spremlja pa ju parada nimf, bakhantijev in trobečih satirov. V ospredju je Bakhov učitelj, trbušasti, grdi in posmehljivi pijanec Silenj, ki jaha osla. Figure se previdno vrtijo, da bi skrile večino golih moških genitalij.
Program se nanaša na Ovidove Metamorfoze (VIII; vrstice 160-182) in duh aludira na sodobne podobe, izražene na primer v karnevalski pesmi-poemi, ki jo je okoli leta 1475 napisal Lorenzo Medičejski Veličastni in ki pravi:
| Quest’è Bacco ed Arïanna, belli, e l'un de l'altro ardenti: perché ’l tempo fugge e inganna, sempre insieme stan contenti. Queste ninfe ed altre genti sono allegre tuttavia. Chi vuol esser lieto, sia: di doman non c’è certezza. | Tu sta Bacchus in Ariadna, Čedna in goreča drug za drugega: Ker čas beži in norca, Vedno ostaneta skupaj. Te nimfe in tisti drugi So vedno polni veselja. Naj bodo tisti, ki želijo biti srečni: Za jutrišnji dan nimamo nobene gotovosti. |

### Dodatni prizori
| Slika            | Ime                                  | Opis |
| ---------------- | ------------------------------------ | --- |
| Quadri riportati |                                      | |
|                  | Pan in Diana                         | Pan zapelje Diano s kopreno bele volne, kot je opisano v Vergilijevi Georgiki (3. knjiga, vrstice 384–393). |
|                  | Merkur in Paris                      | Merkur prinese jabolko spora pred sodbo Parisu (Ovidove Heroide, knjiga 16, vrstice 51 in naprej). |
|                  | Jupiter in Junona                    | Trenutek v Iliadi (knjiga 14, vrstice 312-351), ko Junona zapelje Jupitra, da bi ga odvrnila od trojanske vojne, tako da lahko Neptun pomaga Grkom. Na šaljiv način je prikazana maska pod prizorom, ki zeha. |
|                  | Zmagoslavna morska scena             | Ta prizor, ki ga je naslikal Agostino Carracci, je Bellori opisal kot zmagoslavje (apoteoza) nereide Galateje. Od takrat so različni učenjaki domnevali, da osrednji par predstavlja Neptuna in Salacijo, Glavka in Scilo, Venero in Tritona, in Peleja in Tetido. Ta prizor je najbolj spolno ekspliciten v celotni seriji zaradi postavitev roke glavne moške figure na sramni predel njegove spremljevalke. Še bolj eksplicitna je na Agostinovi karikaturi, ki jo najdemo v Narodni galeriji v Londonu. V kartonu med njegovo otipajočo roko in njenim mesom ni vmesnega blaga. Namršena glava glavnega moškega je parodija starodavnega doprsnega kipa cesarja Karakale, ki bi ga našli v niši v spodnji galeriji. |
|                  | Diana in Endimion                    | Opazovana s skritima amoretoma, Diana ljubeče boža spečega Endimiona. |
|                  | Apolon in Hijacint                   | Apolon nese svojega mrtvega ljubimca v nebo (Ovidove Metamorfoze, knjiga 10, vrstice 162 in naprej). Annibale upodablja mrtvega mladeniča, ki stiska šopek hijacint. Dva satira, ki sedita na pozlačenem okvirju Polifemove slike spodaj, se naslanjata na okvir te slike, da jo podpirata. |
|                  | Polifem in Galateja                  | Kiklop poje pesem, v kateri izjavlja svojo ljubezen do nereide (Metamorfoze 13.728ff). Galateja je prikazana kot Velificatio, ki jo spremljata še dve drugi morski nimfi. |
|                  | Herkul in Jola                       | Po umoru Joline družine jo je Herkul vzel za svojo priležnico. V maščevanju ga premaga z žensko zvijačo in ga prepriča, da ravna ženstveno (Heroides 9 in Tassova Jeruzalemska izdaja, knjiga 16, verz 3). Annibale upodablja zamenjavo vlog: Herkul je v ženski obleki in igra tamburin, ona pa drži njegov kij in nosi kožo nemejskega leva. |
|                  | Aurora in Kefal                      | Ta prizor je naslikal Agostino Carracci. Aurora postavi nepripravljenega Kefala v svoj voz, medtem ko njen stari ljubimec, omagan, a nesmrtni Titon leži na tleh (Metamorfoze 7.700ff). |
|                  | Venera in Anhiz                      | Anhiza s strani Venere je opisano v Homerski himni Afroditi (vrstice 45-199). Napis GENVS VNDE LATINVM (od koder je nastala latinska rasa) namiguje na njunega potomca, Eneja. Agostinov erotični tisk (del njegove tako imenovane serije Lascivie) je bil morda uporabljen kot model za ta prizor. |
|                  | Ugrabitev Ganimeda                   | Lep mladenič je prikazan, kako ga ugrabi Jupitrov orel (Metamorfoze 10.152ff). To je par Apolona in Hijacinta na nasprotni strani dvorane in je upodobljen, kako ga podpirajo satiri na podoben način. |
|                  | Polifem in Acis                      | V tem paru Polifemu in Galateji je prikazan besni Kiklop, ki vrže balvan, ki ubije Galatejinega ljubimca Acisa (Metamorfoze 13.728ff). |
| Medaljoni        |                                      | |
|                  | Apolon in Marsias                    | Apolon odere Marsija živega, ker je bil satir tako prevzeten, da je verjel, da lahko premaga boga v glasbenem tekmovanju (Metamorfoze 6.382ff). |
|                  | Boreas in Oritiija                   | Boreas na silo ugrabi Oritijo, jo zavije v oblak in jo posili (Metamorfoze 6.382ff). |
|                  | Orfej in Evridika                    | Pri vratih Hada se Orfej obrne, da bi videl svojo ljubljeno ženo in jo pri tem izgubi v podzemlju (Metamorfoze 10.40-63). |
|                  | Ugrabitev Evrope                     | V podobi čudovitega belega bika Jupiter ugrabi Evropo na Kreto (Metamorfoze 2.846-875). |
|                  | Hero in Leander                      | Hero preplava Helespont, da bi se pridružil svoji ljubici. Kupid je prikazan na čelu. Neke nevihtne noči se Hero utopi in Leander skoči s stolpa za njeno smrt (Heroides 18). |
|                  | Pan in Sirinks                       | Da bi jo rešil pred zaljubljenim Panom, se Sirinks spremeni v vodni trst (Metamorfoze 1.689ff). |
|                  | Salmacis in Hermafrodit              | Ker Hermafrodit objema Naiad Salmacisa, sta združena v eno bitje (Metamorfoze 4.285ff). |
|                  | Kupid in Pan                         | Predstavlja Virgilijev stavek Omnia vincit amor (ljubezen premaga vse), Kupid je prikazan, kako podjarmi Pana. |
|                  | Medaljoni na severni in južni strani | Preostali štirje medaljoni so iluzionistično umeščeni za portrete Polifema. Kot taki so komaj vidni. Na južni strani prikazujeta možni prizor ugrabitve ter Jazon in zlato runo. Na severni strani prikazujeta Parisovo sodbo ter Pana in Apolona.. |

## Prizori na stenah
| Slika                 | Ime | Opis                                        |
| --------------------- | --- | ------------------------------------------- |
| Scenes from mythology | |                                             |
|                       | Perzej in Andromeda | Naslikala Annibale Carracci in Domenichino. |
|                       | Boj Perzeja in Fineja | Naslikala Annibale Carracci in Domenichino. |
|                       | Devica s samorogom | Naslikal Domenichino.                       |
|                       | Herkul osvobodi Prometeja, Lanfranco Preobrazba Kalista v medveda Herkul ubije zmaja Diana in Kalisto Dedal in Ikar Merkur in Apolon Kitarista Ariona rešijo delfini Minerva in Prometej | Mali prizori.                               |
| Kardinalne vrline     | |                                             |
|                       | Fortitude Temperance Justice Dobrodelnost |                                             |
| Heraldični ščiti      | |                                             |
|                       | kardinal Alessandro Farnese Alexander Farnese, vojvoda Parme Kardinal Odoardo Farnese Ranuccio I. Farnese, vojvoda Parme                                                                 |                                             |

## Zapuščina
Dekoracija Annibale Carraccija v galeriji Farnese je pokazala nov veličasten način monumentalne freske. V 17. stoletju so v Rimu močno oblikovalno vplivali tako na platna kot na freske. Dvojne klasicistične in baročne težnje v tem delu so spodbudile razpravo naslednje generacije slikarjev fresk, med Sacchijem in Pietrom da Cortono, o številu figur, ki jih je treba vključiti v sliko. Carraccijevo obravnavanje kompozicije ter dispozicije in izražanja figur je vplivalo na slikarje, kot sta Sacchi in Poussin, medtem ko je njegova šumeča pripovedna manira vplivala na Cortono.
Annibale Carracci je v svojem času veljal za enega ključnih slikarjev, ki so oživili klasični slog. Nasprotno pa so se nekaj let kasneje umetniki, kot so Caravaggio in njegovi privrženci, uprli prikazovanju prostorske globine v barvah in svetlobi in namesto tega v svojo umetnost uvedli črni dramatični realizem. A na Annibale Carraccija bi bilo neprimerno gledati le kot na nadaljevanje podedovane tradicije; v njegovem času sta njegov živahen in dinamičen slog ter slog njegovih pomočnikov v ateljeju spremenila prevladujoč slog slikanja v Rimu. Njegovo delo bi veljalo za umetnike njegovega časa kot osvobajajoče, saj se je z neomejenim veseljem dotikalo poganskih tem. Lahko bi rekli, da je manierizem obvladal umetnost formalnega napetega kontraposta in zvijanja; Annibale Carracci je upodobil ples in veselje.
Poznejši privrženci neoklasicističnega formalizma in strogosti so se namrščili nad ekscesi Annibala Carraccija, toda v njegovem času je veljal za mojstrskega pri doseganju najvišjega približka klasični lepoti v tradiciji posvetnih fresk Rafaela in Giulia Romana v Loggii Vila Farnesina. Za razliko od Rafaela pa lahko njegove figure pokažejo mišičnost Michelangela in se oddaljijo od pogosto brezčutnih podob visokorenesančnega slikarstva.